# KTM 990 Adventure
Die KTM 990 Adventure [ədˈventʃəʳ] ist ein Motorrad des österreichischen Fahrzeugherstellers KTM. Die Reiseenduro wurde am 29. Januar 2006 auf Fuerteventura der Presse vorgestellt und bis 2013 in Mattighofen hergestellt.

## Technik

### Antrieb
Der Antrieb erfolgt durch einen als LC8 bezeichneten, flüssigkeitsgekühlten Zweizylindermotor mit 999 cm³ Hubraum. Der Zylinderbankwinkel zwischen den zwei Zylindern des V-Motors beträgt 75°. Der Viertaktmotor erzeugt eine Nennleistung von 78 kW/106 PS (115 PS im "R"-Modell) und ein maximales Drehmoment von 100 Nm. Die vier Ventile je Zylinderkopf werden von zwei obenliegenden, kettengetriebenen Nockenwellen angesteuert. Der Motor wird von einem elektrischen Anlasser gestartet. Im Vergleich zum 950er Modell wurde eine Einspritzanlage von Keihin montiert.
Das Motorrad beschleunigt in 3,8 Sekunden (3,6 im "R"-Modell) von 0 auf 100 km/h und erreicht eine Höchstgeschwindigkeit von 220 km/h.

### Fahrwerk
Das Fahrwerk baut auf einem pulverbeschichteten, selbsttragenden Gitterrahmen aus Chrom-Molybdän-Stahlrohren mit angeschraubtem Leichtmetall-Heck auf und hat hinten eine Zweiarmschwinge aus Aluminium und vorne eine Upside-Down-Teleskopgabel. Die Kraftumwandlung erfolgt durch ein Sechsganggetriebe, die Krafttrennung durch Mehrscheibenkupplung im Ölbad und der Sekundärantrieb über eine O-Ring-Kette. Die Kupplung wird hydraulisch betätigt.
Der Tank ist zweigeteilt und wird auch über zwei Tankstutzen befüllt. Das Tankvolumen beträgt 19,5 Liter und reicht für etwa 300 km.
Am Vorderreifen verzögert eine Doppelscheibenbremse von Brembo mit schwimmend gelagerten Bremszangen, hinten eine Scheibenbremse. Ein abschaltbares Zweikreis-Antiblockiersystem von Bosch unterstützt die Bremsanlage. Die Bremsen verzögern von 100 auf 0 km/h mit durchschnittlich 9,6 m/s² über einen Bremsweg von 40,2 m.

### Abgasanlage
Die Abgasnachbehandlung erfolgt durch einen geregelten Katalysator mit Sekundärluftsystem und erfüllt die Schadstoffklasse EURO3. Die zwei Abgaskrümmer münden am Heck in je einen Endschalldämpfer aus Edelstahl.

## KTM 990 Adventure R
Im Jahr 2009 kam die 990 Adventure R auf dem Markt, bei der die Nennleistung des V-Motors auf 115 PS gesteigert wurde. Je nach Jahrgang sind die Federwege auf 245 oder 265 mm verlängert, die Bodenfreiheit stieg auf 316 mm. Ein Antiblockiersystem wurde nicht angeboten. Die R-Version ist damit noch konsequenter auf Offroadfahren bzw. Teilnahme an Rallyewettbewerben ausgelegt.

## Kritiken
„Auch die ersten Kilometer lassen keinen Zweifel aufkommen, dass diese Österreicherin vermehrt für den Straßenbetrieb geeignet ist. Der Motor zieht in jedem Drehzahlbereich tadellos durch und ist der Lage, seine Leistung spontan zu entfalten. Allerdings werden zügige Fahrten mit einem Kraftstoffverbrauch von 6,4 Liter auf 100 Kilometer geahndet.“

„Im Gelände ist die KTM 990 Adventure gut aufgehoben, aber auf der Straße fühlt sie sich wohl. Für eine Mischung aus Highspeed-Kurvensurfen in den Alpen und ausgedehntem Feldwegtrip durch Mecklenburg-Vorpommern dürfte die KTM 990 Adventure genau das Richtige sein.“

„Die KTM Adventure ist die beste Kur für alle frustrierten Superbike Piloten. Wer in den letzten Jahren die Freude am Strassenfahren verloren hat und seine Motorradaktivitäten ausschließlich auf die Rennstrecke beschränkt, wird schon bald eine KTM Adventure in der Garage finden. Es gibt hier keinen faulen Kompromiss bei Bremsen, Fahrwerk und Agilität, sondern man bekommt ein furchtbar schnelles Motorrad in einer komfortablen Verpackung präsentiert.“

„Mit ihrer Drehzahlgier und dem überfallartigen Leistungseinsatz bislang gern mal ein Kandidat, der zu viele PS ans Hinterrad schickte, um Traktion aufzubauen, kann sie mit der neuen Motorabstimmung auch unbekümmert in die Trial-Sektion einfädeln. Ein bisschen mehr Sensibilität in der Gashand ist immer noch gefragt, logisch, aber auch die KTM ist kein No-go mehr, falls man etwa die Demokratische Republik Kongo während der Regenzeit durchqueren möchte.“

„The biggest danger to this KTM is its own image. By keeping creature comforts to a minimum and forsaking all BS, the Adventure is a machine that will mostly appeal to the hardcore, not the popularist many who appreciate the cushier charms of an R1200GS.“

„Die größte Gefahr für diese KTM liegt in ihrem eigenen Image. Durch das Beschränken des Komforts auf ein Minimum wird die Adventure vorwiegend Hardcore-Fans ansprechen, und nicht jene, die die Annehmlichkeiten einer R1200GS schätzen.“